# Wolfgang Brassat
Wolfgang Brassat (* 4. Januar 1960 in Düsseldorf) ist ein deutscher Kunsthistoriker. Er hat seit 2006 den Lehrstuhl für Kunstgeschichte, insbesondere neuere und neueste Kunstgeschichte, an der Otto-Friedrich-Universität Bamberg inne.

## Leben
Nach dem Abitur studierte Brassat ab 1981 Kunstgeschichte, Neuere Deutsche Literatur, Geschichte und Europäische Ethnologie an den Universitäten Marburg und der Hamburg. In Marburg schloss er sein Studium mit der Magisterarbeit „Neue Forschungen zum Eucharistie-Zyklus des Peter Paul Rubens“ ab. Im Jahre 1990 folgte die Promotion bei Wolfgang Kemp mit der Dissertation „Tapisserien und Politik. Funktionen, Kontexte und Rezeptionen eines repräsentativen Mediums“. Von Juni 1990 bis Mai 1991 war er Postdoctoral Fellow des Getty Center for the History of Art and the Humanities in Los Angeles, ab Juni 1991 Postgraduierter des Marburger Graduiertenkollegs „Kunst im Kontext“.
Von Januar 1992 bis Januar 1998 war er wissenschaftlicher Assistent am Kunstgeschichtlichen Institut der Universität Bochum, an der er 1998 an der Fakultät für Geschichtswissenschaft mit der Schrift „Von Raffael bis Le Brun. Studien zur Historienmalerei im Zeitalter der Eloquenz“ habilitiert wurde.
Im Anschluss folgten verschiedene Vertretungsprofessuren an der Universität Bonn, der Universität Frankfurt am Main, der Universität Tübingen, der Universität Erlangen-Nürnberg und der Ruhr-Universität Bochum sowie ein Forschungsstipendium der Deutschen Forschungsgemeinschaft. Seit April 2006 ist Wolfgang Brassat Inhaber des Lehrstuhls für Kunstgeschichte, insbesondere neuere und neueste Kunstgeschichte der Universität Bamberg.
Schwerpunkte der Forschungen von Brassat sind insbesondere die Malerei sowie die Skulptur und Tapisserie vom Spätmittelalter bis zur Gegenwart, der Zusammenhang von Bildender Kunst und Rhetorik und die Geschichte des kommunikativen Gebrauchs von Kunstwerken.

## Publikationen (Auswahl)
Monographien
- Tapisserien und Politik. Funktionen, Kontexte und Rezeption eines repräsentativen Mediums. Gebr. Mann, Berlin 1992 (= Dissertation).
- Die Raffael-Gobelins in der Kunstakademie München (Schriftenreihe der Akademie der bildenden Künste München). Hatje Cantz, Ostfildern 2002[2]. 2., erweiterte u. aktualisierte Auflage 2014. ISBN 978-3-932934-10-0
- Das Historienbild im Zeitalter der Eloquenz. Von Raffael bis Le Brun (= Studien aus dem Warburg-Haus 6). Oldenburg Akademieverlag, Berlin 2003. ISBN 978-3-05-003757-8
- Das Bild als Gesprächsprogramm: Selbstreflexive Malerei und ihr kommunikativer Gebrauch in der Frühen Neuzeit.  De Gruyter, Berlin 2021.

Herausgeber
- mit Hubertus Kohle: Methoden-Reader Kunstgeschichte. Texte zur Methodik und Geschichte der Kunstwissenschaft. Deubner Verlag für Kunst, Theorie & Praxis. Köln 2003. 2. Aufl. 2009. ISBN 978-3-937111-02-5
- Rhetorik. Ein internationales Jahrbuch, Bd. 24: Bild-Rhetorik, Max Niemeyer. Tübingen 2005. ISBN 978-3-484-60475-9
- mit Steffen Bogen, David Ganz: Bilder – Räume – Betrachter. Festschrift für Wolfgang Kemp zum 60. Geburtstag. Berlin 2006.
- Ferdinand Tietz 1708–1777. Symposion und Ausstellung anlässlich des 300. Geburtstags des Rokoko-Bildhauers (= Schriften des Instituts für Archäologie, Denkmalkunde und Kunstgeschichte 1). Imhof, Petersberg 2010.
- Handbuch Rhetorik der Bildenden Künste (= Handbücher Rhetorik 2). De Gruyter Mouton, Berlin-Boston 2017. ISBN 978-3-11-033149-3
- Fritz Bayerlein, die ‚Gottbegnadeten‘ und die NS-Kulturpolitik. Die Stunde der Heimatmaler. Petersberg, Michael Imhof Verlag 2024. ISBN 978-3-7319-1413-6